# Arcade (Georgia)
Arcade – miasto w Stanach Zjednoczonych, w stanie Georgia, w hrabstwie Jackson.